# Lee Hsiu-fen
Lee Hsiu-fen (en chino: 李秀芬, 28 de diciembre de 1910-18 de enero de 1985) fue una académica y política china. Fue una de las primeras mujeres en ser elegidas al Yuan Legislativo.  

## Biografía
Lee era originzaria del condado de Huailai, en la provincia de Chahar. Después de graduarse de la Universidad Normal de Pekín obtuvo una maestría en la Universidad de Stanford en Estados Unidos. Al regresar a China, se convirtió en profesora de la Universidad Guangdong Menqin y en la Facultad Provincia de Artes y Ciencias de Gunagdong.  También se desempeñó como directora de la Escuela Vocacional para Mujeres de Chongqing.
En las elecciones legislativas de 1948, se presentó como candidata del Kuomintang en la provincia de Chahar, siendo elegida diputada. Durante la guerra civil china se trasladó a Taiwán, donde se convirtió en profesora de la Universidad de Cultura China, la Facultad de Artes y Ciencias de Tamkang y  la Escuela de Negocios Feng Chia; además, siguió siendo parte del parlamento nacional. Murió en enero de 1985.